# Feenwaldsänger

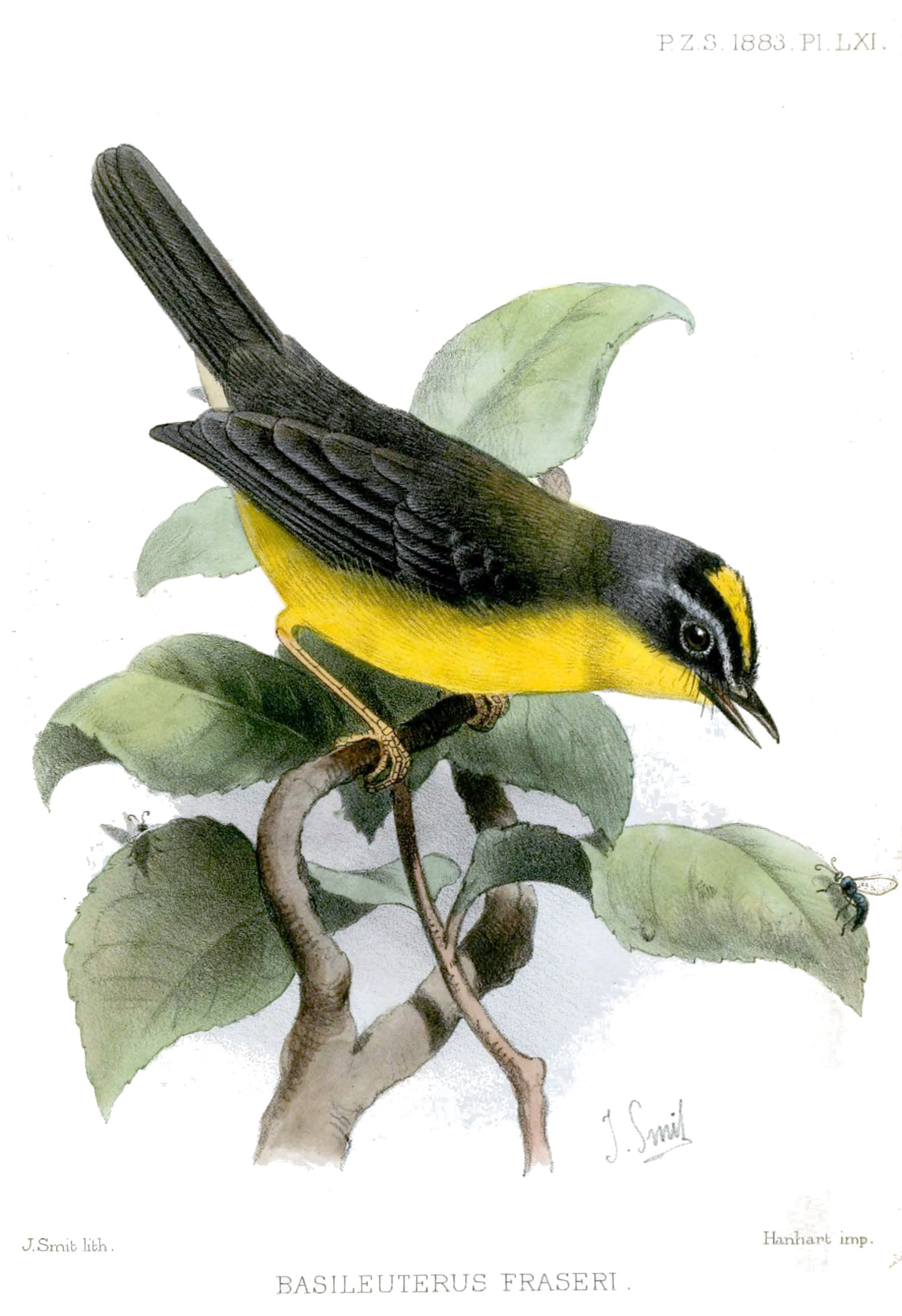
Feenwaldsänger, Illustration

Verbreitungsgebiet des Feenwaldsängers (grün)

Der Feenwaldsänger (Myiothlypis fraseri, Syn.: Basileuterus fraseri) ist ein kleiner Singvogel aus der Familie der Waldsänger (Parulidae).

## Merkmale
Feenwaldsänger erreichen eine Körperlänge von vierzehn Zentimetern und wiegen um die 11 bis 12 Gramm. Die Flügellänge beträgt beim Männchen 6,6 Zentimeter, beim Weibchen 6,2 bis 6,5 Zentimeter. Erwachsene Feenwaldsänger und Jungvögel ab dem ersten Jahr tragen ein dunkles blaugraues Kopfgefieder. Die Unterart Myiothlypis f. fraseri hat eine schwarze Krone mit gelben Strichen; die Unterart Myiothlypis f. ochraceicrista eine orangerote Krone. Über dem Auge zur Schnabelbasis hin befindet sich ein weißer Fleck. Das Oberseitengefieder ist dunkel blaugrau; das Unterseitengefieder gelb.

## Verbreitungsgebiet
Das Verbreitungsgebiet erstreckt sich von Ecuador bis nach Peru. Feenwaldsänger bewohnen trockene subtropische und tropische Wälder und feuchte Auwälder bis zu einer Höhe von etwa 1900 Metern.
Es gibt zwei anerkannte Unterarten:
- Myiothlypis fraseri fraseri Sclater, PL, 1884 - Im Südwesten von Ecuador und im Nordwesten von Peru
- Myiothlypis fraseri ochraceicrista (Chapman, 1921) - Ecuador